# Aaron Opoku
Aaron Opoku (Hamburg, 28 maart 1999) is een voetballer met zowel de Duitse als de Ghanese nationaliteit die doorgaans als linksbuiten speelt. In 2019 maakte hij tijdens een verhuurperiode bij Hansa Rostock in de 3. Liga zijn debuut in het betaalde voetbal. Sinds augustus 2025 staat hij onder contract bij het Turkse Kayserispor.

## Clubloopbaan

### Jeugd
Opoku begon zijn voetbalcarrière bij de Hamburgse gymnastiekvereniging HT 16. In 2011, op twaalfjarige leeftijd, maakte hij de overstap naar de jeugdopleiding van Hamburger SV. Als C-junior werd hij getroffen door de ziekte van Osgood-Schlatter, waardoor hij acht maanden niet kon spelen. In het seizoen 2014/15 maakte hij zijn debuut voor Hamburger SV –17 in een thuiswedstrijd tegen leeftijdsgenoten van FC St. Pauli, waarin hij in de 63e minuut als invaller in het veld kwam. Een jaar later behoorde hij definitief tot deze leeftijdscategorie. Tijdens de eerste competitiewedstrijd van het seizoen tegen Tennis Borussia Berlin was hij aanvoerder en scoorde hij drie keer. Na één seizoen bij de B-junioren promoveerde hij in 2016/17 naar Hamburger SV –19, waar hij in zijn tweede en laatste seizoen (2017/18) opnieuw aanvoerder was. In de zomer van 2018 maakte hij de overstap naar de senioren. Tijdens zijn jeugd speelde hij samen met onder anderen  Fiete Arp, Jonas David, Josha Vagnoman en Derrick Köhn.

### Hamburger SV
Opoku maakte op 21 maart 2018, als A-junior, zijn debuut in het tweede elftal van Hamburger SV in de Regionalliga Nord tegen Eutin 08. In het met 2–1 gewonnen duel gaf hij na vijftien minuten de assist voor de openingstreffer. Na afloop van het seizoen 2017/18 beloonde de club zijn optreden met een eerste profcontract, waarmee hij officieel de overstap naar de senioren maakte. Tijdens de voorbereiding op het seizoen 2018/19 liep hij echter tijdens de warming-up voor een oefenwedstrijd tegen FC Fredericia een klaplong op. Een spoedoperatie volgde, waarna het enkele maanden duurde voordat hij terugkeerde op het veld. In de elfde competitieronde maakte hij zijn rentree in het tweede elftal tijdens de wedstrijd tegen Drochtersen/Assel.
Na afloop van het seizoen werd Opoku drie opeenvolgende seizoenen verhuurd. In 2019/20 speelde hij voor het in de 3. Liga uitkomende Hansa Rostock. Kort voor zijn terugkeer naar Hamburg werd zijn contract opengebroken en verlengd tot medio 2024. In de eerste competitiewedstrijd van het seizoen 2020/21 maakte hij zijn officiële debuut voor Die Rothosen in de thuiswedstrijd tegen Fortuna Düsseldorf.  Trainer Daniel Thioune liet hem in de 89e minuut invallen voor Sonny Kittel. Niet lang daarna werd hij voor de rest van het seizoen verhuurd aan 2. Bundesliga-club Jahn Regensburg. In 2021/22 volgde een derde verhuurperiode, ditmaal aan VfL Osnabrück, dat in de 3. Liga speelde.
Na zijn derde verhuurperiode kwam Opoku aan het begin van het seizoen 2022/23 onder trainer Tim Walter drie keer als invaller in actie. Tijdens zijn derde invalbeurt, in de thuiswedstrijd tegen Darmstadt 98, verving hij in de 56e minuut Moritz Heyer. Vier minuten later ontving hij van scheidsrechter Robert Schröder  een gele kaart, gevolgd acht minuten na zijn invalbeurt door een directe rode kaart wegens een zware overtreding. Kort daarna werd hij, op eigen verzoek, verkocht aan 1. FC Kaiserslautern.

#### Verhuur aan Hansa Rostock
In het seizoen 2019/20 werd Opoku verhuurd aan Hansa Rostock, waarvoor hij in totaal 33 wedstrijden speelde en vijf keer scoorde. Op 20 juli 2019 maakte hij zijn debuut voor de voormalig Oost-Duitse club en in het betaalde voetbal. In het met 3–3 gelijkgespeelde thuisduel tegen Viktoria Köln stond hij in de basis en zette hij zijn ploeg in de 19e minuut op 3–0. Dit doelpunt werd door de Duitse omroep ARD verkozen tot ‘Doelpunt van de Maand’. Onder hoofdcoach Jens Härtel groeide Opoku uit tot vaste waarde, met 26 basisplaatsen in de competitie. Na afloop van het seizoen keerde hij terug naar Hamburger SV.

#### Verhuur aan Jahn Regensburg
In het seizoen 2020/21 werd Opoku verhuurd aan Jahn Regensburg, waarvoor hij 22 wedstrijden speelde en één doelpunt maakte. Op 18 oktober 2020 debuteerde hij in het shirt van Regensburg tijdens de uitwedstrijd tegen Fortuna Düsseldorf, waar hij in de 88e minuut inviel voor Christoph Moritz. Drie wedstrijden later scoorde hij zijn eerste goal, in de thuiswedstrijd tegen VfL Osnabrück. In het met 2–4 verloren duel tekende hij in de 75e minuut, na een voorzet van Kaan Caliskaner, voor de eindstand. Onder hoofdcoach Mersad Selimbegovic wist hij geen vaste waarde te worden; hij startte zes keer in de basis. Na afloop van het seizoen keerde hij terug naar Hamburger SV.

#### Verhuur aan VfL Osnabrück
In het seizoen 2021/22 werd Opoku verhuurd aan VfL Osnabrück, waarvoor hij 34 wedstrijden speelde en drie keer scoorde. Op 25 augustus 2021 maakte hij onder trainer Daniel Scherning zijn basisdebuut in de thuiswedstrijd tegen het tweede elftal van Borussia Dortmund; na 82 minuten werd hij gewisseld voor Davide Itter. Op 19 december 2021 werd de uitwedstrijd tegen MSV Duisburg gestaakt wegens racistische spreekkoren richting Opoku. VfL Osnabrück weigerde de wedstrijd te hervatten. Vanwege gebrek aan bewijs seponeerde justitie de zaak later. Op 25 januari 2022 scoorde hij zijn eerste doelpunt voor Osnabrück in de thuiswedstrijd tegen Würzburger Kickers; na een voorzet van Marc Heider maakte hij in de 51e minuut de 2–0. Na afloop van het seizoen keerde hij terug naar Hamburger SV.

### 1. FC Kaiserslautern
Eind augustus 2022 tekende Opoku een contract tot medio 2025 bij 1. FC Kaiserslautern. Vanwege een meegenomen schorsing vanuit Hamburg miste hij de eerste vier competitiewedstrijden. Op 8 oktober maakte hij zijn debuut, uitgerekend in de uitwedstrijd tegen Hamburger SV. In het Volksparkstadion bracht trainer Dirk Schuster hem in de 76e minuut in het veld voor Erik Durm. Op 5 november stond hij voor het eerst in de basis en scoorde hij zijn eerste doelpunt voor Kaiserslautern, in de met 2–3 gewonnen uitwedstrijd tegen Arminia Bielefeld. In de 57e minuut zette hij in de SchücoArena zijn ploeg op 0–2.
In zijn tweede seizoen (2023/24) streed Opoku met Kaiserslautern lange tijd tegen degradatie. Op de laatste speeldag stelde de club lijfsbehoud veilig, mede dankzij een doelpunt van Opoku. In het Fritz-Walter-Stadion werd met 5–0 gewonnen van Eintracht Braunschweig, waarbij hij in de 76e minuut uit een vrije trap de eindstand bepaalde. Dat seizoen bereikte Kaiserslautern bovendien de finale van de DFB-Pokal, waarin Bayer Leverkusen te sterk was. In de met 0–1 verloren eindstrijd viel Opoku zeven minuten voor tijd in voor Kenny-Prince Redondo. 
In het seizoen 2024/25 werkte Opoku onder een nieuwe trainer, Markus Anfang. Door diverse oorzaken, waaronder ziekte en een adductorblessure, miste hij een groot deel van het seizoen, waaronder de gehele maand oktober. In de tweede seizoenshelft kwam hij nauwelijks nog in actie en speelde hij in totaal 79 minuten. Aan het einde van het seizoen zette hij zijn carrière voort in Turkije, waar hij tekende bij Kayserispor, een club uit de hoogste divisie.

### Kayserispor
In augustus tekende Opoku een contract voor twee jaar bij Kayserispor, met een optie voor een extra seizoen.

## Clubstatistieken
| Seizoen                         | Club                 | Competitie      | Competitie | Competitie | Beker | Beker | Internationaal | Internationaal | Overig | Overig | Totaal | Totaal |
| Seizoen                         | Club                 | Competitie      | Wed.       | Dlp.       | Wed.  | Dlp.  | Wed.           | Dlp.           | Wed.   | Dlp.   | Wed.   | Dlp.   |
| ------------------------------- | -------------------- | --------------- | ---------- | ---------- | ----- | ----- | -------------- | -------------- | ------ | ------ | ------ | ------ |
| 2017/18                         | Hamburger SV II      | Regionalliga    | 3*         | 0          | –     | –     | –              | –              | –      | –      | 3      | 0      |
| 2018/19                         | Hamburger SV II      | Regionalliga    | 17         | 2          | –     | –     | –              | –              | –      | –      | 17     | 2      |
| 2019/20                         | → Hansa Rostock      | 3. Liga         | 33         | 5          | –     | –     | –              | –              | –      | –      | 33     | 5      |
| 2020/21                         | Hamburger SV II      | Regionalliga    | 2          | 0          | –     | –     | –              | –              | 1      | 0      | 3      | 0      |
| 2020/21                         | → Jahn Regensburg    | 2. Bundesliga   | 21         | 1          | 1     | 0     | –              | –              | –      | –      | 22     | 1      |
| 2021/22                         | Hamburger SV II      | Regionalliga    | 1          | 0          | –     | –     | –              | –              | –      | –      | 1      | 0      |
| 2021/22                         | → VfL Osnabrück      | 3. Liga         | 32         | 3          | 1     | 0     | –              | –              | 1      | 0      | 34     | 3      |
| 2022/23                         | Hamburger SV         | 2.Bundesliga    | 3          | 0          | 1     | 0     | –              | –              | –      | –      | 4      | 0      |
| 2022/23                         | 1. FC Kaiserslautern | 2.Bundesliga    | 20         | 2          | –     | –     | –              | –              | –      | –      | 20     | 2      |
| 2023/24                         | 1. FC Kaiserslautern | 2.Bundesliga    | 23         | 3          | 4     | 0     | –              | –              | –      | –      | 27     | 3      |
| 2024/25                         | 1. FC Kaiserslautern | 2.Bundesliga    | 12         | 2          | 2     | 0     | –              | –              | –      | –      | 14     | 2      |
| 2025/26                         | Kayserispor          | Süper Lig       | 0          | 0          | 0     | 0     | 0              | 0              | 0      | 0      | 0      | 0      |
| Carrière totaal                 | Carrière totaal      | Carrière totaal | 167        | 18         | 9     | 0     | –              | –              | 2 **   | 0      | 178    | 18     |
| Bijgewerkt tot 12 augustus 2025 |                      |                 |            |            |       |       |                |                |        |        |        |        |

* In het seizoen 2017/18 speelde Opoku als A-junior drie keer mee met het tweede elftal van Hamburger SV;
** In het seizoen 2020/21 kwam hij als speler van het tweede elftal van Hamburger SV één keer in actie bij het eerste elftal. Tijdens het seizoen 2021/22 speelde hij voor VfL Osnabrück in de kwartfinale van de Niedersachsenpokal.

## Interlandloopbaan
Opoku kwam uit voor verschillende Duitse jeugdelftallen, maar was niet actief op een eindtoernooi. Hij speelde zeven jeugdinterlands, waarin hij niet wist te scoren. In deze wedstrijden speelde hij samen met onder anderen Lennart Czyborra, Julius Kade, Florian Krüger en Nico Schlotterbeck.

### Duitse jeugdelftallen
Op 25 april 2018 maakte hij zijn debuut voor Duitsland –19 tijdens een vriendschappelijke uitwedstrijd tegen leeftijdsgenoten uit Denemarken.  Bondscoach Meikel Schönweitz bracht hem in de rust in het veld.Op 18 november 2019 speelde hij zijn laatste jeugdinterland voor Duitsland –20, tijdens een oefenwedstrijd in en tegen Portugal. Hij viel in de 67e minuut in voor Jonathan Burkardt.
| Jeugdinterlands van Aaron Opoku voor Duitsland () | Jeugdinterlands van Aaron Opoku voor Duitsland () | Jeugdinterlands van Aaron Opoku voor Duitsland () | Jeugdinterlands van Aaron Opoku voor Duitsland () | Jeugdinterlands van Aaron Opoku voor Duitsland () | Jeugdinterlands van Aaron Opoku voor Duitsland () |
| №                                                 | Datum                                             | Wedstrijd                                         | Uitslag                                           | Soort Wedstrijd                                   | Doelpunten                                        |
| Als speler bij Duitsland –19                      | Als speler bij Duitsland –19                      | Als speler bij Duitsland –19                      | Als speler bij Duitsland –19                      | Als speler bij Duitsland –19                      | Als speler bij Duitsland –19                      |
| ------------------------------------------------- | ------------------------------------------------- | ------------------------------------------------- | ------------------------------------------------- | ------------------------------------------------- | ------------------------------------------------- |
| 1.                                                | 25 april 2018                                     | Denemarken – Duitsland                            | 2 – 2                                             | Vriendschappelijk                                 |                                                   |
| Als speler bij Duitsland –20                      |                                                   |                                                   |                                                   |                                                   |                                                   |
| 1.                                                | 26 maart 2019                                     | Polen – Duitsland                                 | 0 – 2                                             | Vriendschappelijk                                 |                                                   |
| 2.                                                | 5 september 2019                                  | Duitsland – Tsjechië                              | 4 – 2                                             | Vriendschappelijk                                 |                                                   |
| 3.                                                | 8 september 2019                                  | Nederland – Duitsland                             | 1 – 2                                             | Vriendschappelijk                                 |                                                   |
| 4.                                                | 10 oktober 2019                                   | Duitsland – Polen                                 | 3 – 4                                             | Vriendschappelijk                                 |                                                   |
| 5.                                                | 13 oktober 2019                                   | Zwitserland – Duitsland                           | 0 – 1                                             | Vriendschappelijk                                 |                                                   |
| 6.                                                | 18 november 2019                                  | Portugal – Duitsland                              | 0 – 2                                             | Vriendschappelijk                                 |                                                   |
| Bijgewerkt tot 2 juni 2024                        |                                                   |                                                   |                                                   |                                                   |                                                   |

## Erelijst
| winnaar Landespokal Mecklenburg-Vorpommern | 1x | 2019/20 |

## Persoonlijk
Opoku is geboren in Hamburg en zijn ouders komen uit Ghana.